# European Nations Cup 2014-16
La European Nations Cup de la temporada 2014-16 fue la 41° temporada del segundo torneo en importancia de rugby en Europa, luego del Torneo de las Seis Naciones.

## División 1

### División 1A 2015
| Lugar | Selección | Partidos | Partidos | Partidos  | Partidos | Puntos  | Puntos    | Puntos | Tabla de puntos |
| Lugar | Selección | Jugados  | Ganados  | Empatados | Perdidos | A favor | En contra | dif.   | Tabla de puntos |
| ----- | --------- | -------- | -------- | --------- | -------- | ------- | --------- | ------ | --------------- |
| 1     | Georgia   | 5        | 5        | 0         | 0        | 158     | 42        | +116   | 21              |
| 2     | Rumania   | 5        | 3        | 0         | 2        | 102     | 61        | +41    | 15              |
| 3     | España    | 5        | 3        | 0         | 2        | 131     | 99        | +32    | 14              |
| 4     | Rusia     | 5        | 3        | 0         | 2        | 103     | 119       | −16    | 13              |
| 5     | Portugal  | 5        | 1        | 0         | 4        | 52      | 100       | −48    | 5               |
| 6     | Alemania  | 5        | 0        | 0         | 5        | 61      | 186       | −125   | 1               |

| Bandera de Georgia |
| Campeón Georgia    |
| Octavo título      |

### División 1A 2016
| Lugar | Selección | Partidos | Partidos | Partidos  | Partidos | Puntos  | Puntos    | Puntos | Tabla de puntos |
| Lugar | Selección | Jugados  | Ganados  | Empatados | Perdidos | A favor | En contra | dif.   | Tabla de puntos |
| ----- | --------- | -------- | -------- | --------- | -------- | ------- | --------- | ------ | --------------- |
| 1     | Georgia   | 5        | 5        | 0         | 0        | 188     | 33        | +155   | 24              |
| 2     | Rumania   | 5        | 4        | 0         | 1        | 160     | 77        | +83    | 19              |
| 3     | Rusia     | 5        | 3        | 0         | 2        | 128     | 115       | +13    | 14              |
| 4     | España    | 5        | 1        | 1         | 3        | 84      | 88        | −4     | 9               |
| 5     | Alemania  | 5        | 1        | 1         | 3        | 84      | 193       | −109   | 7               |
| 6     | Portugal  | 5        | 0        | 0         | 5        | 72      | 210       | −138   | 1               |

| Bandera de Georgia |
| Campeón Georgia    |
| Noveno título      |

#### Temporada 2014-16
| Lugar | Selección | Partidos | Partidos | Partidos  | Partidos | Puntos  | Puntos    | Puntos | Tabla de puntos |
| Lugar | Selección | Jugados  | Ganados  | Empatados | Perdidos | A favor | En contra | dif.   | Tabla de puntos |
| ----- | --------- | -------- | -------- | --------- | -------- | ------- | --------- | ------ | --------------- |
| 1     | Georgia   | 10       | 10       | 0         | 0        | 346     | 75        | +271   | 45              |
| 2     | Rumania   | 10       | 7        | 0         | 3        | 262     | 138       | +124   | 34              |
| 3     | Rusia     | 10       | 6        | 0         | 4        | 231     | 234       | −3     | 27              |
| 4     | España    | 10       | 4        | 1         | 5        | 232     | 207       | +28    | 23              |
| 5     | Alemania  | 10       | 1        | 1         | 8        | 162     | 396       | −234   | 8               |
| 6     | Portugal  | 10       | 1        | 0         | 9        | 124     | 310       | −196   | 6               |

### División 1B 2014-15
| Lugar | Selección    | Partidos | Partidos | Partidos  | Partidos | Puntos  | Puntos    | Puntos | Puntos bonus | Tabla de puntos |
| Lugar | Selección    | Jugados  | Ganados  | Empatados | Perdidos | A favor | En contra | dif.   | Puntos bonus | Tabla de puntos |
| ----- | ------------ | -------- | -------- | --------- | -------- | ------- | --------- | ------ | ------------ | --------------- |
| 1     | Bélgica      | 5        | 5        | 0         | 0        | 189     | 78        | +111   | 2            | 22              |
| 2     | Moldavia     | 5        | 3        | 0         | 2        | 158     | 83        | +75    | 4            | 16              |
| 3     | Ucrania      | 5        | 3        | 0         | 2        | 108     | 81        | +27    | 1            | 13              |
| 4     | Países Bajos | 5        | 2        | 0         | 3        | 81      | 74        | +7     | 3            | 11              |
| 5     | Polonia      | 5        | 2        | 0         | 3        | 103     | 146       | −43    | 2            | 10              |
| 6     | Suecia       | 5        | 0        | 0         | 5        | 49      | 226       | −177   | 0            | 0               |

### División 1B 2015-16
| Lugar | Selección    | Partidos | Partidos | Partidos  | Partidos | Puntos  | Puntos    | Puntos | Puntos bonus | Tabla de puntos |
| Lugar | Selección    | Jugados  | Ganados  | Empatados | Perdidos | A favor | En contra | dif.   | Puntos bonus | Tabla de puntos |
| ----- | ------------ | -------- | -------- | --------- | -------- | ------- | --------- | ------ | ------------ | --------------- |
| 1     | Ucrania      | 5        | 5        | 0         | 0        | 136     | 84        | +30    | 3            | 23              |
| 2     | Bélgica      | 5        | 4        | 0         | 1        | 127     | 65        | +62    | 3            | 19              |
| 3     | Moldavia     | 5        | 2        | 0         | 3        | 87      | 84        | +3     | 3            | 11              |
| 4     | Países Bajos | 5        | 2        | 0         | 3        | 113     | 123       | −10    | 1            | 11              |
| 5     | Polonia      | 5        | 2        | 0         | 3        | 88      | 116       | −28    | 0            | 8               |
| 6     | Suecia       | 5        | 0        | 0         | 5        | 71      | 150       | −79    | 1            | 1               |

#### División 1B 2014-16
| Lugar | Selección    | Partidos | Partidos | Partidos  | Partidos | Puntos  | Puntos    | Puntos | Puntos bonus | Tabla de puntos |
| Lugar | Selección    | Jugados  | Ganados  | Empatados | Perdidos | A favor | En contra | dif.   | Puntos bonus | Tabla de puntos |
| ----- | ------------ | -------- | -------- | --------- | -------- | ------- | --------- | ------ | ------------ | --------------- |
| 1     | Bélgica      | 10       | 9        | 0         | 1        | 316     | 143       | +173   | 5            | 41              |
| 2     | Ucrania      | 10       | 8        | 0         | 2        | 244     | 165       | +79    | 4            | 36              |
| 3     | Moldavia     | 10       | 5        | 0         | 5        | 245     | 167       | +78    | 7            | 27              |
| 4     | Países Bajos | 10       | 4        | 0         | 6        | 194     | 197       | −3     | 6            | 22              |
| 5     | Polonia      | 10       | 4        | 0         | 6        | 191     | 262       | −71    | 2            | 18              |
| 6     | Suecia       | 10       | 0        | 0         | 10       | 120     | 376       | −256   | 1            | 1               |

## División 2

### División 2A 2014-15
| Lugar | Selección       | Partidos | Partidos | Partidos  | Partidos | Puntos  | Puntos    | Puntos | Puntos bonus | Tabla de puntos |
| Lugar | Selección       | Jugados  | Ganados  | Empatados | Perdidos | A favor | En contra | dif.   | Puntos bonus | Tabla de puntos |
| ----- | --------------- | -------- | -------- | --------- | -------- | ------- | --------- | ------ | ------------ | --------------- |
| 1     | República Checa | 4        | 3        | 1         | 0        | 92      | 62        | +30    | 3            | 17              |
| 2     | Suiza           | 4        | 3        | 0         | 1        | 106     | 85        | +21    | 2            | 14              |
| 3     | Malta           | 4        | 2        | 0         | 2        | 80      | 89        | −9     | 1            | 9               |
| 4     | Croacia         | 4        | 1        | 0         | 3        | 86      | 103       | −17    | 4            | 8               |
| 5     | Israel          | 4        | 0        | 1         | 3        | 77      | 102       | −25    | 1            | 3               |

### División 2A 2015-16
| Lugar | Selección       | Partidos | Partidos | Partidos  | Partidos | Puntos  | Puntos    | Puntos | Puntos bonus | Tabla de puntos |
| Lugar | Selección       | Jugados  | Ganados  | Empatados | Perdidos | A favor | En contra | dif.   | Puntos bonus | Tabla de puntos |
| ----- | --------------- | -------- | -------- | --------- | -------- | ------- | --------- | ------ | ------------ | --------------- |
| 1     | Suiza           | 4        | 4        | 0         | 0        | 117     | 35        | +82    | 3            | 19              |
| 2     | República Checa | 4        | 3        | 0         | 1        | 100     | 57        | +43    | 3            | 15              |
| 3     | Croacia         | 4        | 2        | 0         | 2        | 80      | 114       | −34    | 1            | 9               |
| 4     | Malta           | 4        | 1        | 0         | 3        | 73      | 92        | −19    | 3            | 7               |
| 5     | Israel          | 4        | 0        | 0         | 4        | 50      | 124       | −74    | 1            | 1               |

#### División 2A 2014-16
| Lugar | Selección       | Partidos | Partidos | Partidos  | Partidos | Puntos  | Puntos    | Puntos | Puntos bonus | Tabla de puntos |
| Lugar | Selección       | Jugados  | Ganados  | Empatados | Perdidos | A favor | En contra | dif.   | Puntos bonus | Tabla de puntos |
| ----- | --------------- | -------- | -------- | --------- | -------- | ------- | --------- | ------ | ------------ | --------------- |
| 1     | Suiza           | 8        | 7        | 0         | 1        | 223     | 120       | +103   | 5            | 33              |
| 2     | República Checa | 8        | 6        | 1         | 1        | 192     | 119       | +73    | 6            | 32              |
| 3     | Croacia         | 8        | 3        | 0         | 5        | 166     | 217       | −51    | 5            | 17              |
| 4     | Malta           | 8        | 3        | 0         | 5        | 153     | 181       | −28    | 4            | 16              |
| 5     | Israel          | 8        | 0        | 1         | 7        | 129     | 226       | −97    | 2            | 4               |

### División 2B 2014-15
| Lugar | Selección | Partidos | Partidos | Partidos  | Partidos | Puntos  | Puntos    | Puntos | Puntos bonus | Tabla de puntos |
| Lugar | Selección | Jugados  | Ganados  | Empatados | Perdidos | A favor | En contra | dif.   | Puntos bonus | Tabla de puntos |
| ----- | --------- | -------- | -------- | --------- | -------- | ------- | --------- | ------ | ------------ | --------------- |
| 1     | Lituania  | 4        | 4        | 0         | 0        | 144     | 75        | +69    | 4            | 20              |
| 2     | Chipre    | 4        | 2        | 0         | 2        | 87      | 90        | −3     | 1            | 9               |
| 3     | Letonia   | 4        | 2        | 0         | 2        | 71      | 94        | −23    | 1            | 9               |
| 4     | Andorra   | 4        | 2        | 0         | 2        | 62      | 87        | −25    | 1            | 9               |
| 5     | Hungría   | 4        | 0        | 0         | 4        | 76      | 94        | −18    | 4            | 4               |

### División 2B 2015-16
| Lugar | Selección | Partidos | Partidos | Partidos  | Partidos | Puntos  | Puntos    | Puntos | Puntos bonus | Tabla de puntos |
| Lugar | Selección | Jugados  | Ganados  | Empatados | Perdidos | A favor | En contra | dif.   | Puntos bonus | Tabla de puntos |
| ----- | --------- | -------- | -------- | --------- | -------- | ------- | --------- | ------ | ------------ | --------------- |
| 1     | Letonia   | 4        | 4        | 0         | 0        | 141     | 30        | +111   | 4            | 20              |
| 2     | Lituania  | 4        | 3        | 0         | 1        | 140     | 84        | +56    | 3            | 15              |
| 3     | Andorra   | 4        | 2        | 0         | 2        | 77      | 106       | −29    | 0            | 8               |
| 4     | Chipre    | 4        | 1        | 0         | 3        | 46      | 103       | −57    | 0            | 4               |
| 5     | Hungría   | 4        | 0        | 0         | 4        | 38      | 119       | −81    | 0            | 0               |

#### División 2B 2014-16
| Lugar | Selección | Partidos | Partidos | Partidos  | Partidos | Puntos  | Puntos    | Puntos | Puntos bonus | Tabla de puntos |
| Lugar | Selección | Jugados  | Ganados  | Empatados | Perdidos | A favor | En contra | dif.   | Puntos bonus | Tabla de puntos |
| ----- | --------- | -------- | -------- | --------- | -------- | ------- | --------- | ------ | ------------ | --------------- |
| 1     | Lituania  | 8        | 7        | 0         | 1        | 284     | 159       | +125   | 7            | 35              |
| 2     | Letonia   | 8        | 6        | 0         | 2        | 212     | 124       | +88    | 5            | 29              |
| 3     | Andorra   | 8        | 4        | 0         | 4        | 139     | 193       | −54    | 1            | 17              |
| 4     | Chipre    | 8        | 3        | 0         | 5        | 133     | 193       | −60    | 1            | 13              |
| 5     | Hungría   | 8        | 0        | 0         | 8        | 114     | 213       | −99    | 4            | 4               |

### División 2C 2014-15
| Lugar | Selección  | Partidos | Partidos | Partidos  | Partidos | Puntos  | Puntos    | Puntos | Puntos bonus | Tabla de puntos |
| Lugar | Selección  | Jugados  | Ganados  | Empatados | Perdidos | A favor | En contra | dif.   | Puntos bonus | Tabla de puntos |
| ----- | ---------- | -------- | -------- | --------- | -------- | ------- | --------- | ------ | ------------ | --------------- |
| 1     | Luxemburgo | 4        | 4        | 0         | 0        | 81      | 29        | +52    | 1            | 17              |
| 2     | Eslovenia  | 4        | 3        | 0         | 1        | 92      | 43        | +49    | 2            | 14              |
| 3     | Serbia     | 4        | 2        | 0         | 2        | 50      | 109       | −59    | 0            | 8               |
| 4     | Austria    | 4        | 1        | 0         | 3        | 61      | 84        | −23    | 2            | 6               |
| 5     | Dinamarca  | 4        | 0        | 0         | 4        | 64      | 83        | −19    | 3            | 3               |

### División 2C 2015-16
| Lugar | Selección  | Partidos | Partidos | Partidos  | Partidos | Puntos  | Puntos    | Puntos | Puntos bonus | Tabla de puntos |
| Lugar | Selección  | Jugados  | Ganados  | Empatados | Perdidos | A favor | En contra | dif.   | Puntos bonus | Tabla de puntos |
| ----- | ---------- | -------- | -------- | --------- | -------- | ------- | --------- | ------ | ------------ | --------------- |
| 1     | Luxemburgo | 4        | 4        | 0         | 0        | 112     | 54        | +58    | 2            | 18              |
| 2     | Eslovenia  | 4        | 3        | 0         | 1        | 102     | 85        | +17    | 2            | 14              |
| 3     | Serbia     | 4        | 2        | 0         | 2        | 90      | 95        | −5     | 2            | 10              |
| 4     | Austria    | 4        | 1        | 0         | 3        | 72      | 123       | −51    | 1            | 5               |
| 5     | Dinamarca  | 4        | 0        | 0         | 4        | 75      | 94        | −19    | 5            | 5               |

#### División 2C 2014-16
| Lugar | Selección  | Partidos | Partidos | Partidos  | Partidos | Puntos  | Puntos    | Puntos | Puntos bonus | Tabla de puntos |
| Lugar | Selección  | Jugados  | Ganados  | Empatados | Perdidos | A favor | En contra | dif.   | Puntos bonus | Tabla de puntos |
| ----- | ---------- | -------- | -------- | --------- | -------- | ------- | --------- | ------ | ------------ | --------------- |
| 1     | Luxemburgo | 8        | 8        | 0         | 0        | 193     | 83        | +110   | 3            | 35              |
| 2     | Eslovenia  | 8        | 6        | 0         | 2        | 194     | 128       | +66    | 4            | 28              |
| 3     | Serbia     | 8        | 4        | 0         | 4        | 140     | 204       | −64    | 2            | 18              |
| 4     | Austria    | 8        | 2        | 0         | 6        | 133     | 207       | −74    | 3            | 11              |
| 5     | Dinamarca  | 8        | 0        | 0         | 8        | 139     | 177       | −38    | 8            | 8               |

### División 2D 2014-15
| Lugar | Selección            | Partidos | Partidos | Partidos  | Partidos | Puntos  | Puntos    | Puntos | Puntos bonus | Tabla de puntos |
| Lugar | Selección            | Jugados  | Ganados  | Empatados | Perdidos | A favor | En contra | dif.   | Puntos bonus | Tabla de puntos |
| ----- | -------------------- | -------- | -------- | --------- | -------- | ------- | --------- | ------ | ------------ | --------------- |
| 1     | Bosnia y Herzegovina | 4        | 4        | 0         | 0        | 138     | 54        | +84    | 1            | 17              |
| 2     | Finlandia            | 4        | 3        | 0         | 1        | 83      | 64        | +19    | 2            | 14              |
| 3     | Noruega              | 4        | 2        | 0         | 2        | 91      | 72        | +19    | 3            | 11              |
| 4     | Bulgaria             | 4        | 1        | 0         | 3        | 51      | 145       | −94    | 1            | 5               |
| 5     | Turquía              | 4        | 0        | 0         | 4        | 80      | 108       | −28    | 3            | 3               |

### División 2D 2015-16
| Lugar | Selección            | Partidos | Partidos | Partidos  | Partidos | Puntos  | Puntos    | Puntos | Puntos bonus | Tabla de puntos |
| Lugar | Selección            | Jugados  | Ganados  | Empatados | Perdidos | A favor | En contra | dif.   | Puntos bonus | Tabla de puntos |
| ----- | -------------------- | -------- | -------- | --------- | -------- | ------- | --------- | ------ | ------------ | --------------- |
| 1     | Bosnia y Herzegovina | 4        | 4        | 0         | 0        | 92      | 59        | +33    | 2            | 18              |
| 2     | Turquía              | 4        | 3        | 0         | 1        | 115     | 69        | 46     | 2            | 14              |
| 3     | Noruega              | 4        | 2        | 0         | 2        | 60      | 81        | −21    | 0            | 8               |
| 4     | Bulgaria             | 4        | 1        | 0         | 3        | 90      | 82        | +8     | 3            | 7               |
| 5     | Finlandia            | 4        | 0        | 0         | 4        | 45      | 111       | −66    | 1            | 1               |

#### División 2D 2014-16
| Lugar | Selección            | Partidos | Partidos | Partidos  | Partidos | Puntos  | Puntos    | Puntos | Puntos bonus | Tabla de puntos |
| Lugar | Selección            | Jugados  | Ganados  | Empatados | Perdidos | A favor | En contra | dif.   | Puntos bonus | Tabla de puntos |
| ----- | -------------------- | -------- | -------- | --------- | -------- | ------- | --------- | ------ | ------------ | --------------- |
| 1     | Bosnia y Herzegovina | 8        | 8        | 0         | 0        | 230     | 113       | +117   | 4            | 36              |
| 2     | Noruega              | 8        | 4        | 0         | 4        | 151     | 153       | −2     | 3            | 19              |
| 3     | Turquía              | 8        | 3        | 0         | 5        | 195     | 177       | +18    | 5            | 17              |
| 4     | Finlandia            | 8        | 3        | 0         | 5        | 128     | 175       | −47    | 3            | 15              |
| 5     | Bulgaria             | 8        | 2        | 0         | 6        | 141     | 227       | −86    | 4            | 12              |

## División 3

### División 3A 2014-15

#### Pre Clasificación
| 4 de octubre de 2014 | Estonia | 59 - 12 | Bielorrusia |  |  |

#### Semifinal
| 11 de abril de 2015 | President XV | 0 - 82 | Eslovaquia |  |  |

| 11 de abril de 2015 | Montenegro | 29 - 27 | Estonia |  |  |

#### Tercer puesto
| 14 de abril de 2015 | President XV | 0 - 106 | Estonia |  |  |

#### Final
| 14 de abril de 2015 | Eslovaquia | 31 - 3 | Montenegro |  |  |

### División 3A 2015-16

#### Semifinal
| 18 de mayo de 2016 | Eslovaquia | 29 - 17 | Bielorrusia |  |  |

| 18 de mayo de 2016 | Estonia | 16 - 13 | Montenegro |  |  |

#### Tercer puesto
| 21 de mayo de 2016 | Bielorrusia | 19 - 45 | Montenegro |  |  |

#### Final
| 21 de mayo de 2016 | Eslovaquia | 29 - 36 | Estonia |  |  |